# Frigento
Frigento – miejscowość i gmina we Włoszech, w regionie Kampania, w prowincji Avellino.
Według danych na 1 stycznia 2022 roku gminę zamieszkiwały 3433 osoby (1719 mężczyzn i 1714 kobiet).